# مجرى مائي

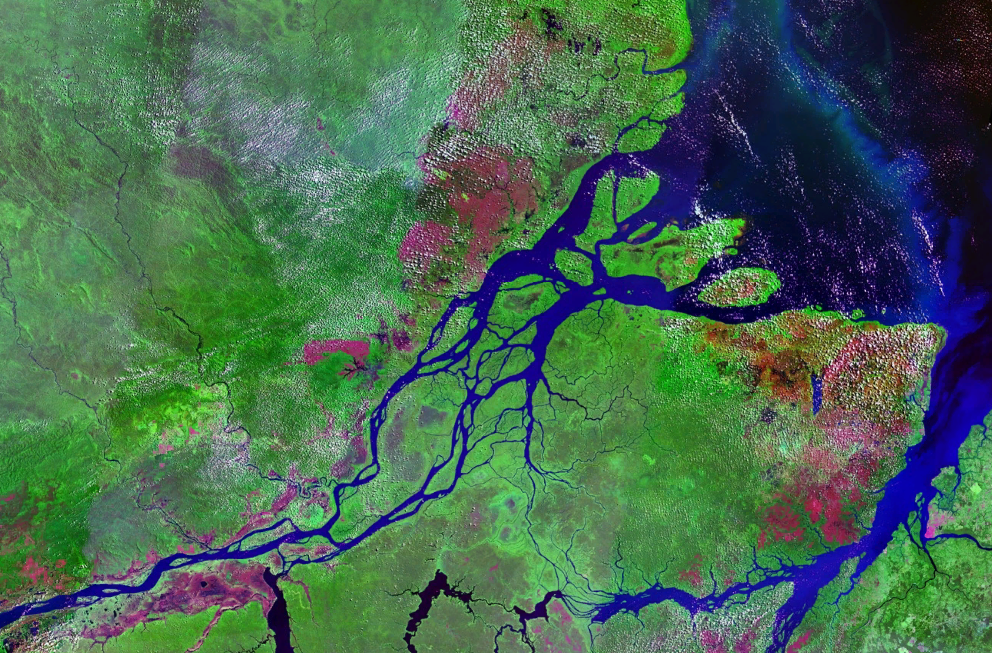
قسم من مجرى نهر الأمازون

المجرى المائي هي قناة تجري فيها كمية من الماء باستمرار، قد تكون ذات مصدر طبيعي أو اصطناعي من إنشاء بني البشر.
تشمل المجاري المائية الأنهار والجداول والقنوات.
عندما يكون المجرى المائي قابل للملاحة يدعى عندئذ باسم معبر مائي.
ويعتبر المجرى المائي جزءا من دورة المياه في الطبيعة، حيث يتم انتقال الماء من مصدره الأساسي الذي يكمن في الأنهار الكبيرة , الجبال أو البحيرات ، ويصل في نهاية مساره إلى البحيرات الكبرى أو المحيطات . 
تعد طبيعة البيئة المحيطة ، الموقع الجغرافي ، حجم المياه المتدفقة من الأسباب الرئيسية لاختلاف خصائص المجاري المائية .
كما أنه تُساهم المجاري المائية في توفير المياه العذبة للزراعة والشرب والصناعة بالإضافة إلى دعم التنوع البيولوجي.

### أنواع المجاري المائية
تتفاوت أنواع المجاري المائية بحسب مصدر المياه ,سرعتها وحجمها.
حيث تشكل الجداول التي تتجمع مياهها من الأمطار والينابيع بالمجاري المائية الصغيرة والتي تتدفق باتجاه البحيرات والأنهار.
بالنسبة للأنهار الكبرى فهي مجارٍ عميقة وذات حجم واسع وكبير تعمل على تغذية المحيطات والبحار وتعتبر مسارات رئيسية لحركة المياه.
أما القنوات فهي مجاري مائية صناعية تم انشاؤها لأغراض الري والنقل وتستخدم لتوزيع المياه إلى المناطق الحضرية والزراعية.

### أهمية المجاري المائية
تلعب المياه دورا بيئيا واقتصاديا واجتماعيا هاما جدا في دعم الحياة وتحقيق أهداف التنمية المستدامة .وتشكل المجاري المائية بشكل خاص أماكن أساسية لتوفير الموارد الطبيعية والأسماك كما تساهم في رفع اقتصاد بعض الدول عن طريق النشاطات السياحية مثل الرياضات المائية و الصيد .
بالإضافة إلى استخدامها الكبير في توليد الطاقة الكهرومائية.

## اقرأ أيضاً
- معبر مائي